# Романские церкви в Валь-де-Бой
Романские церкви в Валь-де-Бои — девять церквей романской архитектуры, расположенных в узкой долине Валь-де-Бои в высокогорье Пиренеев, в районе Альта-Рибагорсса автономного сообщества Каталония. Церкви, расположенные в нескольких деревнях, окружены сельским пейзажем.

## Список церквей
В 2000 году ЮНЕСКО внесло девять церквей в список Всемирного наследия:
| Код     | Название                           | Расположение   | Координаты                     |
| ------- | ---------------------------------- | -------------- | ------------------------------ |
| 988—001 | Церковь Сан-Феликс                 | Барруэра       | 42°30′17″ с. ш. 0°48′13″ в. д. |
| 988—002 | Церковь Сан-Хуан-де-Бои            | Бои            | 42°31′41″ с. ш. 0°50′01″ в. д. |
| 988—003 | Церковь Санта-Мария                | Таулл          | 42°31′01″ с. ш. 0°51′03″ в. д. |
| 988—004 | Церковь Сан-Клементе               | Таулл          | 42°30′14″ с. ш. 0°48′09″ в. д. |
| 988—005 | Церковь Санта-Мария-де-ла-Асунсьон | Коль           | 42°26′35″ с. ш. 0°44′43″ в. д. |
| 988—006 | Церковь Санта-Мария                | Кардет         | 42°29′03″ с. ш. 0°46′36″ в. д. |
| 988—007 | Церковь Рождества                  | Дурро          | 42°30′09″ с. ш. 0°49′19″ в. д. |
| 988—008 | Скит Сант-Кирк                     | Дурро          | 42°30′08″ с. ш. 0°49′25″ в. д. |
| 988—009 | Церковь Санта-Эулалиа              | Энриль-ла-Валь | 42°31′49″ с. ш. 0°49′55″ в. д. |

## Галерея
- Скит Сант-Кирк
- Церковь Санта-Мария-де-ла-Асунсьон
- Церковь Сан-Хуан-де-Бой
- Церковь Сан-Клементе
- Церковь Сан-Феликс